# Caríbdis
Caríbdis (em grego:  Χάρυβδις), na mitologia grega, era uma criatura marinha protetora de limites territoriais no mar. Em outra tradição, seria um turbilhão criado por Posídon.
Em tempos mais antigos, Caríbdis era mais ligado a lendas de marinheiros e pescadores do que propriamente à mitologia grega. Homero posicionou-a como entidade mitológica, tirando-a de simples lenda regional. Homero a chamava de "a divina Caríbdis", usando o mesmo adjetivo aplicado à bela ninfa das cavernas, Calipso.
Durante sua existência como ninfa, Caríbdis se caracterizava por uma voracidade extrema. Quando Héracles passou perto de Messina, levando os bois de Gerião, roubou alguns dos animais e devorou-os. Ao tentar investir contra o herói, que tentava recuperar seu gado, Caríbdis foi fulminada por Zeus com um raio, e lançada às profundezas do mar, onde se transformou em um monstro marinho.
Na tradição mitológica grega, Caríbdis era habitualmente relacionada a Cila, outro monstro marinho. Os dois moravam nos lados opostos do estreito de Messina, que separa a península Itálica da Sicília, e personificavam os perigos da navegação perto de rochas e redemoinhos. No cimo do rochedo, que não era tão alto quanto o penedo oposto de Cila, erguia-se uma figueira negra. Caríbdis propriamente dita ficava fora da vista. Três vezes por dia, sorvia as águas do mar e três vezes por dia tornava a cuspi-las.
Quando Odisseu passou pelo estreito de Messina, foi arrastado pelo turbilhão de Caríbdis, após um naufrágio provocado pelo sacrilégio cometido contra os bois de Hélio. Conseguiu, porém, agarrar-se à figueira que ficava em frente à gruta do monstro e depois agarrar-se a um mastro do navio naufragado, conseguindo escapar e prosseguir sua viagem.